# José Carvalho (Leichtathlet)
José de Jesus Carvalho (* 15. Juni 1953 in Porto) ist ein ehemaliger portugiesischer Hürdenläufer, Sprinter und Zehnkämpfer.
Bei den Olympischen Spielen 1972 in München schied er über 400 Meter Hürden und in der 4-mal-400-Meter-Staffel im Vorlauf aus.
1974 kam er bei den Europameisterschaften in Rom über 400 Meter Hürden nicht über die erste Runde hinaus.
Bei den Olympischen Spielen 1976 in Montreal wurde er Fünfter über 400 Meter Hürden und scheiterte über 400 Meter im Vorlauf.
Bei den Europameisterschaften 1978 in Prag schied er über 400 Meter Hürden und bei den Europameisterschaften 1982 in Athen über 400 Meter und 400 Meter Hürden jeweils im Vorlauf aus.
Je siebenmal wurde er Portugiesischer Meister über 110 Meter Hürden (1973, 1974, 1977–1980, 1982) und 400 Meter Hürden (1972–1974, 1977, 1982, 1983, 1985), fünfmal über 400 Meter (1975, 1976, 1979, 1981, 1983), zweimal im Zehnkampf (1974, 1976) und einmal über 200 Meter (1972).

## Persönliche Bestleistungen
- 400 m: 46,7 s, 5. August 1978, Lissabon (ehemaliger nationaler Rekord)
- 110 m Hürden: 14,1 s, 23. Mai 1981, Lissabon (ehemaliger nationaler Rekord)
- 400 m Hürden: 49,94 s, 25. Juli 1976,	Montreal (ehemaliger nationaler Rekord)
- Zehnkampf: 6989 Punkte, 3. Mai 1981, Lissabon (ehemaliger nationaler Rekord)